# 남부매머드
남부매머드(Southern mammoth)는 플라이스토세 초기에 유럽을 포함한 유라시아에 서식했던 멸종된 매머드 종으로, 약 250만 년 전부터 80만 년 전까지 살았다.

## 묘사

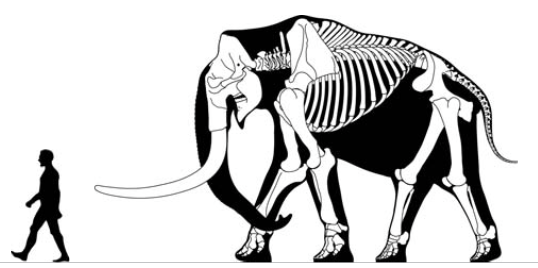
키 4m 수컷의 골격 복원

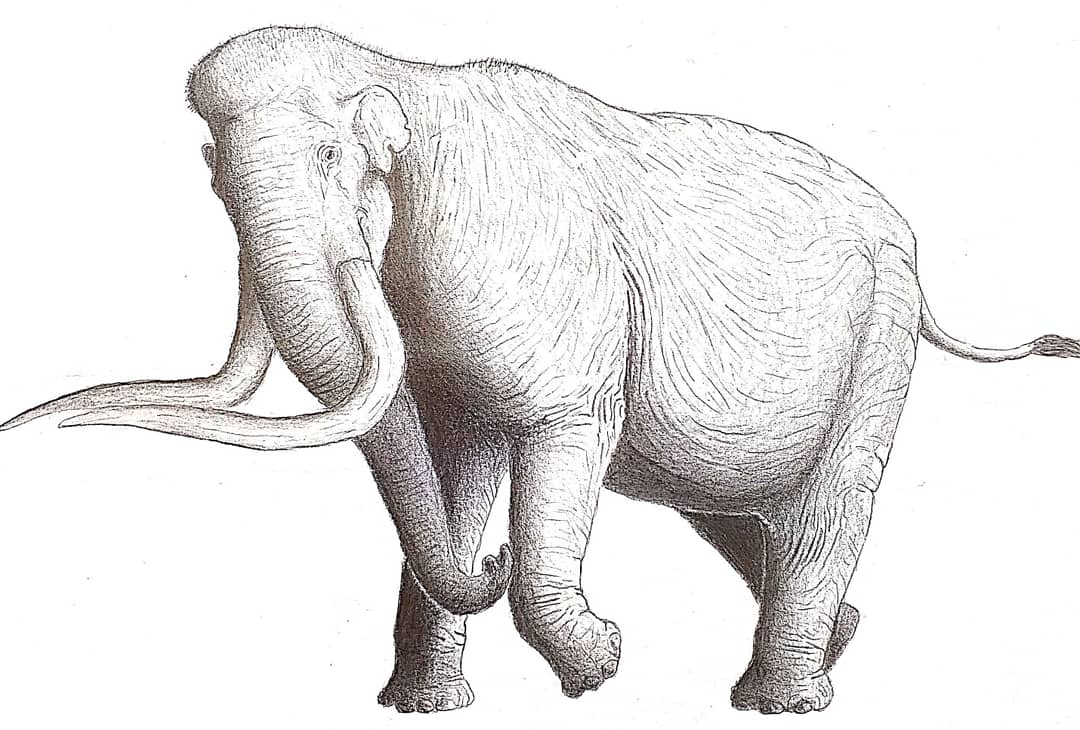
복원도

남부매머드는 현대 코끼리를 능가하는 대형 장비목이었다. 이탈리아 라퀼라의 포르테스파뇰로에 전시된 대부분 완전한 골격으로 알려진 성숙한 성체 수컷으로, 살 속 어깨 높이가 약 3.97~4.05m로 추정되며, 부피는 10.7~11.4t으로 추정된다. 이러한 크기는 이 종의 수컷에게 일반적인 것으로 추정된다. 현대 코끼리와 마찬가지로 암컷도 상당히 작았으며, 평균 성체 어깨 높이는 3.3m, 몸무게는 약 7t으로 추정된다.
두개골은 눈에 띄게 돔 모양이었지만 돔의 높이는 후기 매머드 종보다 낮았다. 머리는 동물의 가장 높은 지점을 나타냈다. 몸은 넓고 등은 눈에 띄게 기울어져 있었다. 매머드에게 흔히 볼 수 있는 튼튼하고 길쭉한 꼬인 엄니를 가지고 있었다. 어금니는 치관이 낮고, 세 번째 어금니에 약 13개의 두꺼운 에나멜 능선 (라멜라)을 가지고 있었으며, 이는 후기 매머드 종보다 훨씬 낮은 수치이다. 남부매머드는 비교적 따뜻한 기후에서 살았기 때문에 밀도가 높은 털이 부족했을 가능성이 더 높다. 귀는 또한 중간 크기로, 꼬리는 살아있는 코끼리보다 짧지만 후기 매머드 종보다 길었던 것으로 추정된다.

## 생태학
유골과 함께 발견된 화석화된 식물들은 남부매머드가 오늘날 유럽에서 경험하는 것만큼 따뜻하거나 약간 따뜻한 온화한 기후의 시대에 살고 있었음을 보여준다. 일부 개체군은 참나무, 물푸레나무, 너도밤나무 및 기타 친숙한 유럽 나무들을 포함한 삼림지대에 거주했으며, 현재 이 지역에 이국적인 예로는 솔송나무, 굴피나무, 히코리나무 등이 있다. 더 동쪽으로는 우베이디야 (이스라엘)와 드마니시 (조지아)에서 발견된 초기 매머드는 풀밭이 있는 부분적으로 개방된 서식지에 살고 있음을 보여준다.
남부매머드의 치아 마이크로웨어는 이 종이 풀과 연한 잎을 모두 섭취하는 다양한 혼합 먹이종임을 시사하며, 일부 개체군은 방목이 지배적인 먹이를 제공하는 반면 다른 개체군은 잔디를 지배하는 먹이를 제공한다.
유럽에서 존재 초기에는 아난쿠스와 함께 존재했다. 마이크로웨어를 기반으로 한 식단 분석에 따르면 두 종 사이에 틈새 분할이 있었고, 남부매머드가 더 개방된 서식지를 차지하고 있었음을 시사한다.

## 진화
매머드의 각 종의 많은 유해가 여러 지역에서 발견되었기 때문에 형태학적 연구를 통해 이 속의 진화 역사를 재구성할 수 있다. 매머드 종은 어금니에 있는 에나멜 능선 (또는 층판)의 수에서 식별할 수 있다. 원시 종은 능선이 거의 없었고, 새로운 종이 더 거친 먹이를 먹기 위해 진화함에 따라 그 수가 점차 증가했다. 치아의 치관은 높이가 더 깊어지고 두개골은 이를 수용하기 위해 더 커졌다. 동시에 두개골은 머리의 무게를 최소화하기 위해 앞에서 뒤로 짧아졌다.